# Agit Pop
Pour plus de détails, voir Fiche technique et Distribution.
Agit Pop est un court métrage français réalisé par Nicolas Pariser, sorti en 2013 .

## Synopsis
Des anciens amis et des anciens ennemis se retrouvent à l'occasion du dernier bouclage du magazine Agit Pop condamné à disparaître en raison de problèmes financiers insurmontables.

## Fiche technique
- Titre : Agit Pop
- Réalisation : Nicolas Pariser
- Scénario : Nicolas Pariser
- Musique : Mehdi Zannad
- Photographie : Sébastien Buchmann
- Décors : Erwan Le Gal
- Costumes : Pauline Bertrand
- Montage : Nicolas Desmaison
- Son : Mathieu Descamps, Olivier Pelletier et Jocelyn Robert
- Société de production : Noodles Production
- Pays de production :  France
- Langue originale : français
- Format : couleur - son Dolby Digital - Rapport de forme : 1,85:1
- Durée : 31 minutes
- Date de sortie : 
  - France : 20 mai 2013 (Festival de Cannes)

## Distribution
- Benoît Forgeard : Laurent Burtin-Martinez
- Sabrina Seyvecou : Alice
- Michaël Abiteboul : David Karbas
- Alexandre Steiger : Henri
- Milo McMullen	: Hélène
- Capucine Lespinas : Olivia
- Denis Eyriey : Simon
- Lucie Borleteau : Bérénice
- Chloé Mazlo : Élise
- Sylvain Decouvelaere : Jean
- Romain Cogitore : Fabien
- Hakim Fdaouch : l'homme au ciré jaune
- Nicolas Pariser : l'homme au bras bandé
- Lucie Tangy : l'invitée
- Léa Todorov : Myriam

## Sélections
- Festival de Cannes 2013 : Semaine de la critique[1]
- Festival Côté court de Pantin 2014[2]